# Max Warburg
Max Warburg (5. juni 1867 – 26. december 1946) var en tysk bankier.

## Baggrund og karriere
Han var født i Hamborg
- Direktør for privatbanken M. M. Warburg & Co (1910-38).

Under 1.verdenskrig var han rådgiver for kejser Wilhelm II, og deltog i den tyske delegation ved forhandlingerne om Versailles-traktaten. 
Warburg var en brændende tysk patriot, og valgte at forblive i Tyskland etter 1933, til trods for at han var jøde. Han håbede på en bedre fremtid for landet, og var medlem af bestyrelsen for den tyske Rigsbank fra 1933 til 1938, da han blev presset til at sælge sin bank og emigrere til USA, hvor han døde i landflygtighed i 1946.
Han var bror til Paul Moritz Warburg.